# Diaporthella aristata
Diaporthella aristata är en svampart som först beskrevs av Elias Fries, och fick sitt nu gällande namn av Franz Petrak 1924. Enligt Catalogue of Life ingår Diaporthella aristata i släktet Diaporthella,  och familjen Valsaceae, men enligt Dyntaxa är tillhörigheten istället släktet Diaporthella,  och familjen Gnomoniaceae. Arten är reproducerande i Sverige. Inga underarter finns listade i Catalogue of Life.